# Aposinopla
Aposinopla is een geslacht van wantsen uit de familie van de Miridae (Blindwantsen). Het geslacht werd voor het eerst wetenschappelijk beschreven door Carpintero & De Biase in 2020.

## Soorten
Het genus is monotypisch en bevat alleen de volgende soort:

- Aposinopla humeralis (Signoret, 1863)